# Hôpital au Luxembourg
Au sein du système de santé luxembourgeois, un hôpital est un lieu destiné à prendre en charge des patients atteints de pathologies et de traumatismes trop complexes pour pouvoir être traités à domicile ou dans le cabinet d'un médecin. Ils peuvent exercer des missions complémentaires, notamment de prévention, de formation et de recherche. 

## Statut des hôpitaux luxembourgeois
Au Luxembourg, un hôpital public peut être un établissement public ou organisé par un syndicat intercommunal.
La loi luxembourgeoise distingue différents types d'établissements :
- Hôpital : établissement ayant principalement une mission de diagnostic, de surveillance et de traitement relevant de la médecine, de la chirurgie ou de l'obstétrique ainsi que de soins préventifs et palliatifs et disposant de services dans lesquels les patients sont admis :
  - Centre hospitalier : hôpital assurant une large offre de prises en charge diagnostiques et thérapeutiques ;
  - Établissement hospitalier spécialisé : hôpital qui répond aux besoins spécifiques de certaines prises en charge diagnostiques et thérapeutiques ou à des affections particulières ;
- Établissement d'accueil pour personnes en fin de vie : établissement qui a pour mission principale de dispenser des soins stationnaires à des personnes en phase avancée ou terminale d'une affection grave et incurable, à l'exclusion de soins à visée essentiellement curative ;
- Établissement de cures thermales : établissement qui a pour mission de dispenser des cures thérapeutiques ;
- Centre de diagnostic : établissement qui répond à des besoins spécifiques de certaines prises en charge diagnostiques de patients, y compris les analyses de biologie médicale, à l'exclusion de tous les traitements et soins.

## Liste
Le Luxembourg compte une quinzaine d'établissements hospitaliers.

### Hôpitaux

#### Centres hospitaliers
Chaque centre hospitalier compte un ou plusieurs sites.
Région Centre
- Centre hospitalier de Luxembourg (CHL), hôpital public ;
- Hôpitaux Robert-Schuman (HRS), hôpital privé.

Région Sud
- Centre hospitalier Émile-Mayrisch (CHEM).

Région Nord
- Centre hospitalier du Nord (CHdN), hôpital public.

#### Établissements hospitaliers spécialisés
- Cardiologie interventionnelle et chirurgie cardiaque : Institut national de chirurgie cardiaque et cardiologie interventionnelle (INCCI) ;
- Radiothérapie : Centre national de radiothérapie François-Baclesse (CFB), situé au sein du centre hospitalier Émile-Mayrisch ;
- Réhabilitation psychiatrique : Centre hospitalier neuro-psychiatrique (CHNP) ;
- Rééducation fonctionnelle : Centre national de rééducation fonctionnelle et de réadaptation (Rehazenter) ;
- Rééducation gériatrique : Hôpital intercommunal de Steinfort (HIS) ;
- Réhabilitation physique et post-oncologique : Centre de réhabilitation du château de Colpach (CRCC).

### Établissement d'accueil pour personnes en fin de vie
- Haus Omega (Soins palliatifs).

### Établissement de cures thermales
- Centre thermal de Mondorf-les-Bains.

### Centre de diagnostic
- Centre de diagnostic dans le domaine de la génétique humaine et de l'anatomopatholgie : Laboratoire national de Santé (LNS).